# Pinito de Creta
Pinito de Creta (em latim: Pinytus), nascido na Grécia, foi bispo de Cnossos, em Creta, no final do século II dC. Quase nada se sabe sobre sua vida, exceto que teve a alta estima de Eusébio, que afirmou que ele era um dos mais importantes autores eclesiásticos do seu tempo em sua História Eclesiástica.

## Vida e obras
Pinito também manteve constante contato com Dionísio de Corinto e ao que parece havia algum desentendimento entre eles. Dionísio, teria escrito para Pinito pedindo que não colocasse tanta ênfase na castidade sobre a sua comunidade. Mas Pinito não se comoveu com o pedido e respondeu que Dionísio poderia transmitir uma doutrina mais forte e mostrar à sua congregação uma epístola mais perfeita, dado que os cristãos não poderiam subsistir pra sempre de leite ou retrocederão à infância. É possível que Pinito tenha sido influenciado pelos montanistas, embora Eusébio ateste sobre sua ortodoxia e sobre o bem-estar dos que estavam sobre Pinito .
Ele foi um dos biografados por São Jerônimo em sua obra De Viris Illustribus (Sobre Homens Ilustres - capítulo 28).